# Stopplaats Nieuwlandsche Polder
Stopplaats Nieuwlandsche Polder (telegrafische code: np) is een voormalig stopplaats aan de Nederlandse spoorlijn Schiedam - Hoek van Holland, destijds aangelegd en geëxploiteerd door de Hollandsche IJzeren Spoorweg-Maatschappij. De stopplaats lag ten zuidoosten van het dorp Hoek van Holland. Aan de spoorlijn werd de stopplaats voorafgegaan door stopplaats De Haak en gevolgd door station Hoek van Holland Haven. Stopplaats Nieuwlandsche Polder werd geopend op 1 januari 1899 en gesloten op 15 mei 1935. Bij de stopplaats was een wachthuisje aanwezig.